# 日本室内選手権飛込競技大会
日本室内選手権飛込競技大会（にほんしつないせんしゅけんとびこみきょうぎたいかい）は、日本水泳連盟が主催する飛込競技大会である。通称翼ジャパンダイビングカップ。毎年6月上旬の3日に渡り東京辰巳国際水泳場で開催される。

## 歴史
大会の前身は室内選抜飛込競技大会。この大会は日本選手権水泳競技大会飛込競技が8月に開催された年（オリンピックあるいは世界選手権が7月または8月に開催される年以外）にのみ4月に国際大会選考を兼ねて開かれていたが、2013年より日本選手権の開催時期が9月に統一されたため、2013年は5月、2014年は6月にそれぞれ開催された。
2015年からその室内選抜に代わり新たに創設されたのが当大会である。

## 実施種目
14-15歳
- 3m飛板飛込
- 高飛込

個人競技
- 1m飛板飛込
- 3m飛板飛込
- 高飛込

シンクロナイズド競技
- 3m飛板飛込
- 10m高飛込（2016年より）

## 歴代優勝者

### 男子
| 年   | 1m板飛込 | 3m板飛込 | 高飛込   | 3mシンクロ          | 10mシンクロ         |
| ---- | -------- | -------- | -------- | ------------------- | ------------------- |
| 2015 | 池田匠見 | 寺内健   | 村上和基 | 池田匠見 須山晴貴   | -                   |
| 2016 | 千歩純一 | 坂井丞   | 萩田拓馬 | 千歩純一 遠藤正人   | 萩田拓馬 久永将太   |
| 2017 | 崎戸史也 | 寺内健   | 村上和基 | -                   | 金子舜汰 大久保柊   |
| 2018 | 伊熊扇李 | 伊藤洸輝 | 西田玲雄 | 西田玲雄 井戸畑和馬 | 西田玲雄 井戸畑和馬 |
| 2019 | 遠藤拓人 | 寺内健   | 玉井陸斗 | 寺内健 坂井丞       | 村上和基 伊藤洸輝   |
| 2020 | -        | -        | -        | -                   | -                   |

### 女子
| 年   | 1m板飛込   | 3m板飛込   | 高飛込     | 3mシンクロ        | 10mシンクロ         |
| ---- | ---------- | ---------- | ---------- | ----------------- | ------------------- |
| 2015 | 渋沢小哉芳 | 板橋美波   | 板橋美波   | 渋沢小哉芳 金戸華 | -                   |
| 2016 | 馬淵優佳   | 板橋美波   | 佐々木那奈 | 安田舞 金戸凜     | 荒井祭里 佐々木那奈 |
| 2017 | 馬淵優佳   | 金戸凜     | 三上紗也可 | -                 | -                   |
| 2018 | 藤原蒼     | 金戸凜     | 金戸凜     | 安田舞 金戸凜     | 長澤明生 漆間陽波乃 |
| 2019 | 宮本葉月   | 三上紗也可 | 金戸凜     | 榎本遼香 宮本葉月 | 安田舞 金戸凜       |
| 2020 | -          | -          | -          | -                 | -                   |

### 混合
| 年   | 3mシンクロ        |
| ---- | ----------------- |
| 2018 | 西田玲雄 宮本葉月 |